# Telatrygon zugei
Telatrygon zugei ist eine Stechrochenart und lebt im nördlichen Indopazifik an Küsten und in Flussmündungen zwischen Indien, Indonesien (östlich bis Java) und des südlichen Japan.

## Merkmale
Telatrygon zugei erreicht eine Gesamtlänge von maximal 75 cm bei bis zu 29 cm Scheibenbreite. Er hat eine rautenförmige Brustflossen-Scheibe die zur Schnauze hin lang und spitz ausläuft. Der Schwanz ist peitschenartig, deutlich länger als die Scheibe und trägt einen Giftstachel. Die Oberseite ist schokoladenbraun, zum Schwanz hin dunkler; die Unterseite ist weiß mit einem hellbraunen Randstreife.

## Lebensweise
Der Rochen lebt bodennah meist über sandigem Grund an Küsten in Tiefen bis 100 m sowie in Flussmündungen. Dort jagt er bevorzugt kleine Krustentiere, hauptsächlich Garnelen, aber auch kleinere Fische. Er ist ovovivipar mit Würfen von ein bis vier Jungtieren, die Scheibenbreiten von sieben bis zehn Zentimetern aufweisen. Im Uterus ernähren sich die Embryos zunächst vom Eidotter, dann von einer schleimigen, vom Uterus ausgeschiedenen, schleimigen Flüssigkeit die mit Fett und Proteinen angereichert ist. Oft wird er als Beifang eingebracht und sein Fleisch wird verwertet. Wegen der starken Befischung seines Lebensraums gilt er inzwischen als gering gefährdet.

## Systematik
Die Rochenart wurde im Jahr 1841 durch die deutschen Naturwissenschaftler Johannes Müller und Jakob Henle unter der wissenschaftlichen Bezeichnung Trygon zugei beschrieben, später dann der Gattung Dasyatis zugeordnet. Bei einer Mitte 2016 erfolgten Revision der Dasyatidae wurde die Art in die neu eingeführte Gattung Telatrygon gestellt.